# Fédération internationale d'haltérophilie
Pour les articles homonymes, voir IWF.

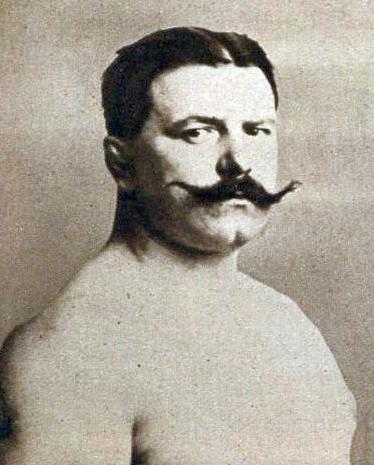
Jules Rosset, président de la fédération internationale d'haltérophilie de 1920 à 1937, puis de 1946 à 1952.

La Fédération internationale d'haltérophilie (en anglais, International Weightlifting Federation, IWF) est une association de fédérations nationales fondée en 1905 ayant pour vocation de gérer et de développer l'haltérophilie dans le monde. Son siège est situé à Lausanne en Suisse. En 2009, elle regroupe 187 associations nationales.

## Histoire
La première version de cette fédération internationale remonte en 1905 avec une organisation groupant lutte et haltérophilie. Ce n'est qu'en 1920 que la fédération actuelle est créée à Paris par le français Jules Rosset. Il en reste le président de 1920 à 1937 puis de 1946 à 1952. La Fédération met en place une codification des mouvements actuels à partir de 1920 sous l'impulsion de son président qui signe le premier code réglementaire.
L'IWF organise les Championnats du monde d'haltérophilie depuis 1922.